# El sistema del Dr. Tarr y el profesor Fether
El sistema del Dr. Tarr y el profesor Fether, conocido en español como «El método del doctor Alquitrán y del profesor Trapaza», también como «El método del doctor Alquitrán y del profesor Pluma» o como «El método del doctor Brea y del profesor Pluma» («The System of Doctor Tarr and Professor Fether», en inglés), es un relato humorístico del escritor estadounidense Edgar Allan Poe, publicado por primera vez en el periódico Graham's Lady's and Gentleman's Magazine, en noviembre de 1845.

## Argumento
La historia sigue a un narrador anónimo que visita una institución mental en el sur de Francia (más exactamente, una "Maison de Santé") conocida por un nuevo método revolucionario para tratar enfermedades mentales llamado el "sistema de alivio". Un compañero con el que viaja conoce a Monsieur Maillard, el creador del sistema, y hace las presentaciones antes de dejar al narrador. El narrador se sorprende al saber que el "sistema de alivio" ha sido abandonado recientemente. Él cuestiona esto, ya que ha oído hablar de su éxito y popularidad, pero Maillard le dice que "no crea nada de lo que oye, y sólo la mitad de lo que ve".
El narrador recorre los terrenos del hospital y es invitado a cenar, donde se le unen otras veinticinco o treinta personas y una gran cantidad de comida abundante. Los otros invitados están vestidos de manera algo extraña: aunque sus ropas están bien hechas, no parecen quedar muy bien con la gente. La mayoría son mujeres y están "adornadas con una profusión de joyas, como anillos, pulseras y aretes, y lucían el pecho y los brazos vergonzosamente desnudos". La mesa y la sala están decoradas con un exceso de velas encendidas donde sea posible encontrar un lugar para ellas. La cena también está acompañada por músicos que tocan "violines, pífanos, trombones y un tambor", y aunque parecen entretener a todos los presentes, el narrador compara la música con ruidos horribles que en un momento incluso compara con los sonidos de un Toro de Falaris.
La conversación, mientras comen, se centra en los pacientes que han estado tratando. Demuestran al narrador el extraño comportamiento que han presenciado, incluidos pacientes que se creían una tetera, un burro, queso, champán, una rana, tabaco de rapé, una calabaza y otros. Maillard ocasionalmente trata de calmarlos y el narrador parece muy preocupado por su comportamiento y sus apasionadas imitaciones.
Luego se entera de que se ha reemplazado el sistema de alivio por un sistema mucho más estricto, que según Maillard se basa en el trabajo de un "Doctor Tarr" y un "Profesor Fether" (Doctor Alquitrán y Profesor Pluma en algunas traducciones). El narrador señala no estar familiarizado con su trabajo, ante el asombro de los demás. Finalmente se explica que se abandonó el sistema anterior por un incidente "singular", dice Maillard, que ocurrió cuando a los pacientes, se les concedió demasiada libertad en la casa: derrocaron a sus médicos y enfermeras, usurparon sus puestos y los encerraron como lunáticos. Estos lunáticos estaban dirigidos por un hombre que afirmaba haber inventado un método mejor para tratar las enfermedades mentales y que no permitía visitas excepto por "un joven caballero de aspecto muy estúpido como para tener que preocuparse por él". 
Mientras el narrador pregunta cómo el personal del hospital se rebeló y puso las cosas en orden se escuchan ruidos fuertes y un grupo de hombres llenos de plumas escapan de su encierro e irrumpen en el salón, atacando y reduciendo a los comensales. Se revela que los invitados a la cena son en realidad los pacientes, que se habían apoderado del recinto. Como parte de su levantamiento, los reclusos cubrieron al personal con alquitrán y plumas antes de encerrarlos. Los cuidadores, ahora libres, devuelven a sus celdas a los verdaderos pacientes, incluido Monsieur Maillard que una vez fue el superintendente antes de volverse loco. 
El narrador ingenuamente admite que, tras volver a su casa, por más que ha investigado infructuosamente aún no ha encontrado ninguna de las obras del Dr. "Tarr" ni del Profesor "Fether".